# Wapen van Sierra Leone
Het wapen van Sierra Leone is op 1 december 1960 door koningin Elizabeth II van het Verenigd Koninkrijk verleend.

## Beschrijving
Het schild bestaat uit drie gedeelten. Het bovenste gedeelte, het wapenhoofd, heeft een witte achtergrond met daarop drie rood-zwarte fakkels. Daaronder is een groen vlak afgebeeld dat aan de bovenzijde gekarteld is. Op dit vlak is een gouden leeuw afgebeeld. Ten slotte zijn onderaan twee blauwe golven afgebeeld.
Schildhouder aan weerszijden is een gouden leeuw die met de rode kleur versterkt is. Tussen beide leeuwen en het schild staat een palmboom. De leeuwen staan op een groen stuk land, waaronder een band is afgebeeld met de tekst: Unity, Freedom, Justice (Eenheid, Vrijheid, Gerechtigheid).

## Symboliek
De gouden leeuw op een groene achtergrond is een verbeelding van de naam van het land, letterlijk Leeuwengebergte. Daarnaast is dit een verwijzing naar de voormalige Britse kolonisator. De blauwe golven verbeelden de zee en de fakkels staan voor vrijheid.
Algerije · Angola · Benin · Botswana · Burkina Faso · Burundi · Centraal-Afrikaanse Republiek · Comoren · Congo-Brazzaville · Congo-Kinshasa · Djibouti · Egypte · Equatoriaal-Guinea · Eritrea · Ethiopië · Gabon · Gambia · Ghana · Guinee · Guinee-Bissau · Ivoorkust · Kaapverdië · Kameroen · Kenia · Lesotho · Liberia · Libië · Madagaskar · Malawi · Mali · Marokko · Mauritanië · Mauritius · Mozambique · Namibië · Niger · Nigeria · Oeganda · Rwanda · Sao Tomé en Principe · Senegal · Seychellen · Sierra Leone · Soedan · Somalië · Swaziland · Tanzania · Togo · Tsjaad · Tunesië · Westelijke Sahara · Zambia · Zimbabwe · Zuid-Afrika · Zuid-Soedan
Afhankelijke gebieden:
Brits Territorium in de Indische Oceaan · Canarische Eilanden · Ceuta · Melilla · Madeira · Mayotte · Réunion · Sint-Helena · Tristan da Cunha